# Samfundsfag
Samfundsfag er et fag, der udbydes i den danske grundskole, på danske gymnasier og på flere danske universiteter. På engelsk kendes faget som social studies. Faget beskæftiger sig med samfundsvidenskab og kombinerer elementer fra politologi, sociologi og økonomi.
På almen studentereksamen (stx) udbydes samfundsfag som A-, B- og C-niveau. På teknisk studentereksamen (htx) udbydes faget på B- og C-niveau, mens merkantil studentereksamen (hhx) blot udbyder faget på C-niveau. Faget udbydes også for flere EUX-uddannelser.

## I grundskolen
I den danske folkeskole er samfundsfag obligatorisk for alle 8. og 9. klasser. Fagets formål er ifølge Undervisningsministeriets portal, EMU, at eleverne skal "opnå viden og færdigheder, så de kan tage reflekteret stilling til samfundet og dets udvikling. Eleverne skal opnå kompetencer til aktiv deltagelse i et demokratisk samfund." Der er ydermere fokus på "kritisk tænkning og et værdigrundlag, så de kan deltage kvalificeret og engageret i samfundet." Eleven bliver undervist i, hvordan man som borger kan påvirke samfundet, og hvordan det påvirker borgeren. Det forventes også, at eleven kan "forstå hverdagslivet i et samfundsmæssigt perspektiv," ligesom eleven skal kunne forholde sig til demokratiske grundværdier og spilleregler.
Faget er inddelt i fire kompetenceområder: Politik, Økonomi, Sociale og kulturelle forhold samt Samfundsfaglige metoder. Det forventes at, eleven kan tage stilling til politiske problemstillinger lokalt og globaltog komme med forslag til handlinger. Inden for 'økonomi', skal eleven kunne tage stilling til økonomiske problemstillinger og handle i forhold til egen økonomi og samfundsøkonomien. Det er også et fagligt mål for kompetenceområdet 'sociale og kulturelle forhold', at eleven kan tage stilling til og handle i forhold til sociale og kulturelle sammenhænge og problemstillinger. Til slut skal eleven kunne anvende samfundsfaglige metoder.
Samfundsfag er tilbudt som valgfag for 10. klasser.